# Anaplectella lompatensis
Anaplectella lompatensis är en kackerlacksart som beskrevs av Roth, L. M. 1996. Anaplectella lompatensis ingår i släktet Anaplectella och familjen småkackerlackor. Inga underarter finns listade i Catalogue of Life.